# Žarko Marković
Žarko Marković (1 de junio de 1986, Cetiña, Montenegro) es un jugador profesional de balonmano nacido en Montenegro pero con nacionalidad de Catar desde el 2014. Juega en la posición de lateral derecho en el Al-Noor, además de ser miembro de la selección de balonmano de Catar. 
En el año 2015 se proclamó subcampeón del mundo con Catar, siendo elegido mejor lateral derecho del torneo y segundo máximo goleador. Anteriormente jugó con la selección de Montenegro con la que jugó 30 partidos y anotando 95 goles.

## Palmarés internacional
| Campeonato Mundial  | Campeonato Mundial | Campeonato Mundial | Campeonato Mundial |
| Año                 | Lugar              | Medalla            |                    |
| ------------------- | ------------------ | ------------------ | ------------------ |
| 2015                | Catar              | Medalla de plata   |                    |
| Campeonato Asiático |                    |                    |                    |
| Año                 | Lugar              | Medalla            |                    |
| 2016                | Manama             | Medalla de oro     |                    |
| 2024                | Baréin             | Medalla de oro     |                    |

## Biografía
Sus primeros años como profesional los disputó en el MKB Veszprém KC de Hungría. Allí estuvo 3 temporadas, pero no conforme con su situación volvió a su país natal con el Budućnost Podgorica. Después de una temporada en su país, se fue a Dubái donde estuvo otro año, para acabar en uno de los equipos potentes de Europa el RK Metalurg Skopje, donde ganó la Liga de Macedonia. Después de esto se fue a la Bundesliga donde la jugó con el Frisch Auf Göppingen y el HSV Hamburg.
En verano de 2014, recibió una oferta del El Jaish SC, además de una petición para jugar con la selección de Catar, yéndose al país asiático. En el mundial de 2015, quedó subcampeón del mundo con dicho país y fue elegido mejor lateral derecho del torneo y acabó como segundo máximo goleador del Mundial.

## Trayectoria
- MKB Veszprém KC (2006-2009)
- Budućnost Podgorica (2009-2010)
- Dubái (2010-2011)
- RK Metalurg Skopje (2011-2012)
- Frisch Auf Göppingen (2012-2013)
- HSV Hamburg (2013-2014)
- El Jaish SC (2014-2017)
- RK Zagreb (2017)
- Al Duhail (2018)
- Al-Wakrah SC (2018-2019)
- Al-Gharafa (2019)
- Al-Shamal (2019-2020)
- Al-Rayyan (2020-2021)
- Al-Noor (2021- )

## Palmarés

### Veszprém KC
- Liga de Hungría (2008 y 2009)
- Copa de Hungría (2007 y 2009)
- Recopa de Europa (2008)

### RK Metalurg
- Liga de Macedonia (2012)

### Consideraciones personales
- Elegido mejor lateral derecho del Mundial (2015)